# Родіон
Родіон, заст. Радивон (від дав.-гр. Ῥοδιών — «рожевуватий», «житель острова Родос») — чоловіче ім'я.
Від цього імені походять прізвища: Родіонов, Родін, Родькін, Родюшин, Родюшкін, Родюхін, Родіоненко, Родіонович.

## Історія
Прийшло на Русь із Візантії через церковнослов'янську мову. Форма давньогрецького імені Іродіон, що має тлумачення «герой», «героїчний». Раніше так називали церковнослужителів, потім представників знаті, після ім'я почало поширюватися і на пересічних жителів. Покровитель імені — святий Родос, чернець, який прожив багато років на самоті на далекому острові. Про ченця довідалися вже після його смерті — за записами, які він вів. Родоса канонізували.

## Іменини, святі покровителі
- Родіон (Іродіон), святий апостол, 23 (10) листопада

## Народні прикмети, звичаї
До 23 листопада на річках встановлювалося льодове покриття, але воно було ще неміцним і могло тріснути під полозами саней. Тому святого Родіона називали Льодоломом. Говорили також: «Прийде Родіон — візьме мужика (козака) в полон» або «Прийде Родіон — мужика зима візьме в полон».